# Nachtjagdgeschwader 102
Das Nachtjagdgeschwader 102 war ein Verband der Luftwaffe der Wehrmacht im Zweiten Weltkrieg. Es wurde stets als Ausbildungsgeschwader eingesetzt und hatte daher keine Kampfeinsätze.

## Geschichte
Das Nachtjagdgeschwader 102 wurde am 15. Dezember 1943 aus der III. und IV. Gruppe des Nachtjagdgeschwaders 101 aufgestellt, welche die I. und II. Gruppe bildeten. Der Geschwaderstab und die I. Gruppe lagen zu dieser Zeit in Kitzingen, während die II. Gruppe in Stuttgart-Echterdingen beheimatet war. Eine III. Gruppe entstand am 26. Juni 1944 in Kitzingen aus der Flugzeugführerschule B 19. Alle Einheiten waren überwiegend mit der Junkers Ju 88 und der Messerschmitt Bf 110 in der entsprechenden Nachtjägervariante ausgestattet.
Das Geschwader wurde während der gesamten Zeit seines Bestehens als Ausbildungsgeschwader eingesetzt und hatte daher keine Kampfeinsätze. Bis zum 1. Juli 1944 erhielt das Geschwader seine Befehle vom I. Jagdkorps der Luftflotte Reich. Danach war das Geschwader der 2. Fliegerschuldivision der Luftflotte 10 zugeteilt. Im November 1944 erfolgte zwischenzeitlich die Unterstellung beim Jagdfliegerführer Schlesien.
Am 15. März 1945, noch vor der bedingungslosen Kapitulation der Wehrmacht, wurde das Geschwader aufgelöst.

## Kommandeure

### Geschwaderkommodore
| Dienstgrad     | Name                  | Zeit                               |
| -------------- | --------------------- | ---------------------------------- |
| Oberstleutnant | Albert Blumensaat     | 15. Dezember 1943 bis Februar 1944 |
| Major          | Franz Evers           | Februar 1944 bis 31. Mai 1944      |
| Oberstleutnant | Karl Theodor Hülshoff | 1. Juni 1944 bis 25. März 1945     |

### Gruppenkommandeure
I. Gruppe
- Major Ludwig Fehling, 15. Dezember 1943 bis 30. Juni 1944[9]
- Hauptmann Wilhelm Dormann, 1. Juli 1944 bis 25. Oktober 1944[10]
- Major Eckart-Wilhelm von Bonin, 26. Oktober 1944 bis 28. März 1945[11]

II. Gruppe
- Hauptmann Karl Floitgraf, 24. Dezember 1943 bis 20. Juli 1944[12]
- Hauptmann Gerhard Wojahn, 21. Juli 1944 bis 22. November 1944[13]
- Hauptmann Wilhelm Dormann, 23. November 1944 bis 15. März 1945[14]

III. Gruppe
nicht bekannt